# Saut à la perche masculin aux Jeux olympiques d'été de 1956
Navigation
Helsinki 1952 Rome 1960

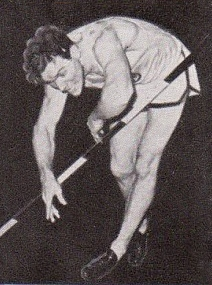
photo de Bob Richard (gagnant de la compétition) (photo prise dans les années 1950)

Le concours de saut à la perche masculin des Jeux olympiques d'été de 1956 se déroulant à Melbourne a eu lieu le lundi 26 novembre 1956.

## Records
| Record du monde  | 4,77 m | Cornelius Warmerdam | États-Unis | 23 mai 1942  | Modesto  |
| Record olympique | 4,55 m | Robert Richards     | États-Unis | Juillet 1952 | Helsinki |

## Résultats
| Rang               | Athlète              | Pays                       | Marque  | Sauts | Sauts | Sauts | Sauts | Sauts | Sauts | Sauts | Sauts | Sauts | Sauts |
| Rang               | Athlète              | Pays                       | Marque  | 4,00  | 4,15  | 4,25  | 4,35  | 4,40  | 4,45  | 4,50  | 4,53  | 4,56  | 4,59  |
| ------------------ | -------------------- | -------------------------- | ------- | ----- | ----- | ----- | ----- | ----- | ----- | ----- | ----- | ----- | ----- |
| Médaille d'or      | Bob Richards         | États-Unis                 | 4,56 OR | O     | O     | O     | O     | O     | O     | O     | O     | XO    | XXX   |
| Médaille d'argent  | Robert Gutowski      | États-Unis                 | 4,53    | O     | O     | O     | XO    | XO    | XXO   | O     | O     | XXX   |       |
| Médaille de bronze | Georgios Roubanis    | Grèce                      | 4,50    | O     | O     | XO    | XO    | O     | O     | O     | XXX   |       |       |
| 4                  | George Mattos        | États-Unis                 | 4,35    | O     | -     | O     | O     | XXX   |       |       |       |       |       |
| 5                  | Zenon Ważny          | Pologne                    | 4,25    | O     | O     | O     | XXX   |       |       |       |       |       |       |
| 5                  | Ragnar Lundberg      | Suède                      | 4,25    | O     | -     | O     | XXX   |       |       |       |       |       |       |
| 7                  | Eeles Landström      | Finlande                   | 4,25    | O     | -     | XO    | XXX   |       |       |       |       |       |       |
| 8                  | Manfred Preußger     | Équipe unifiée d'Allemagne | 4,25    | O     | XO    | XO    | XXX   |       |       |       |       |       |       |
| 9                  | Giulio Chiesa        | Italie                     | 4,15    | XO    | O     | XXX   |       |       |       |       |       |       |       |
| 9                  | Vladimir Bulatov     | Union soviétique           | 4,15    | XO    | O     | XXX   |       |       |       |       |       |       |       |
| 11                 | Anatoly Petrov       | Union soviétique           | 4,15    | O     | XO    | XXX   |       |       |       |       |       |       |       |
| 12                 | Zbigniew Janiszewski | Pologne                    | 4,15    | XO    | XO    | XXX   |       |       |       |       |       |       |       |
| 13                 | Vitaliy Chernobai    | Union soviétique           | 4,00    | O     | XXX   |       |       |       |       |       |       |       |       |
| 14                 | Matti Sutinen        | Finlande                   | NM      | XXX   |       |       |       |       |       |       |       |       |       |